# إيزابيلا أمارا
إيزابيلا أمارا (بالإنجليزية: Isabella Amara)‏ هي ممثلة أمريكية، ولدت في 9 أكتوبر 1998 بأتلانتا في الولايات المتحدة.

## وصلات خارجية
- إيزابيلا أمارا على موقع IMDb (الإنجليزية)
- إيزابيلا أمارا على موقع قاعدة بيانات الفيلم (الإنجليزية)